# Międzynarodowy Festiwal Sztuk Przyjemnych i Nieprzyjemnych
Międzynarodowy Festiwal Sztuk Przyjemnych i Nieprzyjemnych – coroczny festiwal teatralny odbywający się w Teatrze Powszechnym w Łodzi od 1994. Pomysłodawczynią festiwalu jest dyrektor Teatru Powszechnego Ewa Pilawska, będąca jednocześnie dyrektorem artystycznym wydarzenia.
Pierwsza edycja wydarzenia odbyła się pod nazwą Ogólnopolski Permanentny Festiwal Sztuk Przyjemnych, w latach 1995–2002 był organizowany jako Ogólnopolski Festiwal Sztuk Przyjemnych, w latach 2003–2007 – jako Ogólnopolski Festiwal Sztuk Przyjemnych i Nieprzyjemnych, a od 2008 – jako Międzynarodowy Festiwal Sztuk Przyjemnych i Nieprzyjemnych.
Festiwal jest wydarzeniem interdyscyplinarnym – towarzyszą mu projekcje filmowe, wystawy, koncerty, panele dyskusyjne i spotkania z twórcami, seminaria naukowe, instalacje w przestrzeni miejskiej. Jest jednym z najstarszych festiwali teatru zawodowego organizowanych w Polsce po 1989 roku. Każda edycja Festiwalu ma myśl przewodnią zaproponowaną przez Ewę Pilawską (wśród tematów znalazły się np. „Kondycja artysty”, „Awangarda jako stan umysłu”, „Niebezpiecznie jest schodzić ze sceny”). Na Festiwalu rolę jury pełnią widzowie, którzy w Plebiscycie Publiczności wybierają Najlepszą Aktorkę, Najlepszego Aktora i Najlepszy Spektakl.
W ramach Festiwalu po raz pierwszy w powojennej historii Łodzi swój spektakl zaprezentował Teatr Narodowy w Warszawie. Na przestrzeni lat na Festiwalu gościły teatry narodowe Polski, Austrii, Węgier, Niemiec i Izraela. W spektaklach prezentowanych podczas Festiwalu występowali m.in. Danuta Szaflarska, Krystyna Janda, Maja Komorowska, Gustaw Holoubek, Janusz Gajos, Jerzy Trela, Jerzy Radziwiłłowicz, Zbigniew Zapasiewicz, Jan Englert i wielu innych wybitnych aktorów. Prezentowano spektakle w reżyserii m.in. Jerzego Jarockiego, Krystiana Lupy, Grzegorza Jarzyny, Krzysztofa Warlikowskiego, Jana Klaty, Piotra Cieplaka, Michała Zadary, Moniki Strzępki, Árpáda Schillinga, Yael Ronen, Silviu Purcărete, Gábora Zsámbéki, Silvanu Omerzu, Thoma Luza, Iwana Wyrypajewa czy Andreia Şerbana. W międzynarodowych dyskusjach i seminariach brali udział m.in.: Georges Banu, Annie Abrahams, David Curtis, Hans Thies-Lehman, Patrice Pavis czy Nikolay Kolada.

## Repertuar poszczególnych edycji festiwalu
1. Ogólnopolski Permanentny Festiwal Sztuk Przyjemnych
listopad – luty 1994/9
- „Ośle lata” Michaela Frayna, reż. Marcin Sławiński, Teatr Kwadrat, Warszawa
- „Dymny” reż. Maciej Wojtyszko, Teatr Ateneum, Warszawa
- „Julio, jesteś czarująca” Gilbert Sauvajon, reż. Romuald Szejd, Teatr Prezentacje, Warszawa
- „Piękna Lucynda” Mariana Hemara, reż. Eugeniusz Korin, Teatr Nowy, Poznań
- „Mąż i żona” Aleksandra Fredry, reż. Krzysztof Zaleski, Teatr Powszechny, Warszawa
- „Mieszczanin szlachcicem” Moliera, reż. Jerzy Stuhr, Teatr Ludowy, Nowa Huta
- „Venezia, Venezia” Carlo Goldoniego, reż. Giovanni Pampiglione, Stary Teatr, Kraków
- „Czarna komedia” Petera Shaeffera, reż. Marek Sikora, Teatr Powszechny, Warszawa
- „Czego nie widać” Michaela Frayna, reż. Maciej Englert, Teatr Współczesny, Warszawa

2. Ogólnopolski Festiwal Sztuk Przyjemnych
Sezon: 1995/1996
- „Mój przyjaciel Harvey” Mary Chase, reż. Marcin Sławiński, Teatr Kwadrat, Warszawa
- „Z rączki do rączki” Michaela Cooneya, reż. Marcin Sławiński, Teatr Powszechny, Łódź
- „Ambasador” Sławomira Mrożka, reż. Erwin Axer, Teatr Współczesny, Warszawa
- „33 omdlenia” Antoniego Czechowa, reż. Zbigniew Zapasiewicz, Teatr Stu, Kraków
- „Zagraj to jeszcze raz, Sam” Woody Allena, reż. Eugeniusz Korin, Teatr Nowy, Poznań

3. Ogólnopolski Festiwal Sztuk Przyjemnych
styczeń – luty 1997
- „Parady” Jana Potockiego, reż. Wiesław Czołpiński, Teatr Lalek, Białystok
- „Ożenek” Nikołaja Gogola, reż. Andrzej Domalik, Teatr Powszechny, Warszawa
- „Opera Granda” reż. Maciej Wojtyszko, Teatr Ateneum, Warszawa
- „Wszystko jest względne” Alana Ayckbourne’a, rez. Marcin Sławiński, Teatr Kwadrat, Warszawa
- „O co biega?” Philipa Kinga, reż. Marcin Sławiński, Teatr Powszechny, Łódź

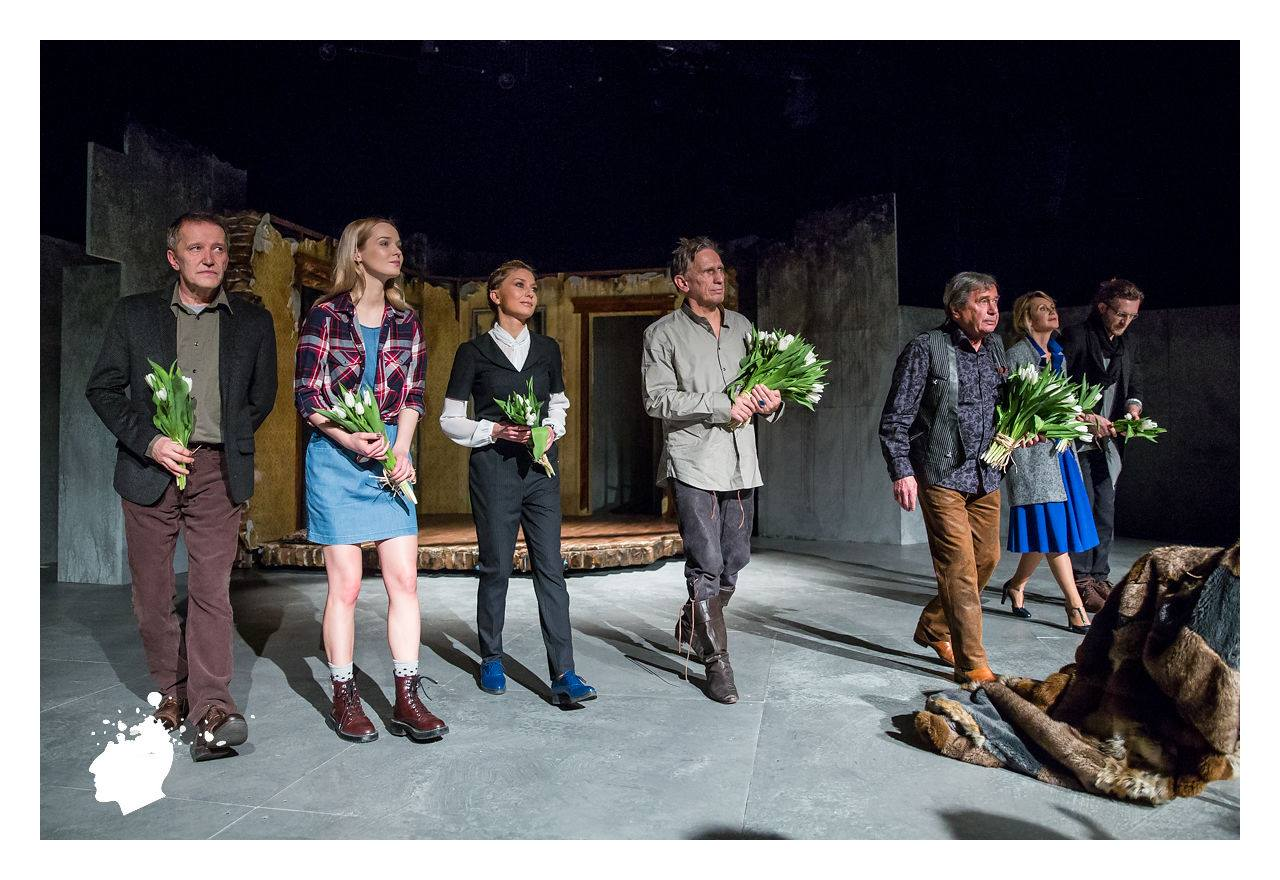
„Garderobiany” Ronalda Harwooda w reżyserii Adama Sajnuka, spektakl z Teatru Narodowego w Warszawie, XXIII Międzynarodowy Festiwal Sztuk Przyjemnych i Nieprzyjemnych. Fot. Katarzyna Chmura

4. Ogólnopolski Festiwal Sztuk Przyjemnych
styczeń – luty 1998
- „Maszyna do liczenia” Elmera Rice’a, reż. Eugeniusz Korin, Teatr Nowy, Poznań
- „Kochamy kłamca” Jerome’a Kilty’a, reż. Zbigniew Zapasiewicz, Teatr Stu, Kraków
- „Maria Callas. Lekcja śpiewu” Terrence’a McNally’ego, reż. Andrzej Domalik, Teatr Powszechny, Warszawa
- „Korowód” Arthura Schnitzlera, reż. Agnieszka Glińska, Teatr Ateneum, Warszawa
- „Moralność pani Dulskiej” Gabrieli Zapolskiej, reż. Agnieszka Glińska, Teatr Powszechny, Łódź
- „Pan Jowialski” Aleksandra Fredry, reż. Krzysztof Orzechowski, Teatr Ludowy, Nowa Huta

5. Ogólnopolski Festiwal Sztuk Przyjemnych
styczeń – luty 1999
- „Bzik tropikalny” Witkacego, reż. Grzegorz Horst D’ Albertis (Grzegorz Jarzyna), Teatr Rozmaitości, Warszawa
- „Opowieści Lasku Wiedeńskiego” Odona von Horvatha, reż. Agnieszka Glińska, Teatr Ateneum, Warszawa
- „Królik Królik” Coline Seereau, reż. Eugeniusz Korin, Teatr Powszechny, Łódź
- „Żelazna konstrukcja” Macieja Wojtyszko, reż. Maciej Wojtyszko, Teatr Powszechny, Warszawa
- „Crocodilla”, czyli coś niesamowitego” scenariusz i reżyseria Eugeniusz Korin, Teatr Nowy, Poznań

6. Ogólnopolski Festiwal Sztuk Przyjemnych
styczeń – luty 2000
- „Fredro dla dorosłych” według „Męża i żony” Aleksandra Fredry, reż. Eugeniusz Korin, Teatr Nowy Poznań,
- „Magnetyzm serca” wg „Ślubów panieńskich” Aleksandra Fredry, reż. Sylwia Torsh (Grzegorz Jarzyna), Teatr Rozmaitości, Warszawa
- „Po latach o tej samej porze” Bernarda Slade’a, reż. Teresa Kotlarczyk, Teatr Bagatela, Kraków,
- „Kaleka z Inishmaan” Martina McDonagha, reż. Agnieszka Glińska i Władysław Kowalski, Teatr Powszechny, Warszawa,
- „Szalone nożyczki” Paula Pörtnera, reż. Marcin Sławiński, Teatr Powszechny, Łódź
- „Cyrano do Bergerac” Edmonda Rostanda, reż. Krzysztof Zaleski, Teatr Ateneum, Warszawa

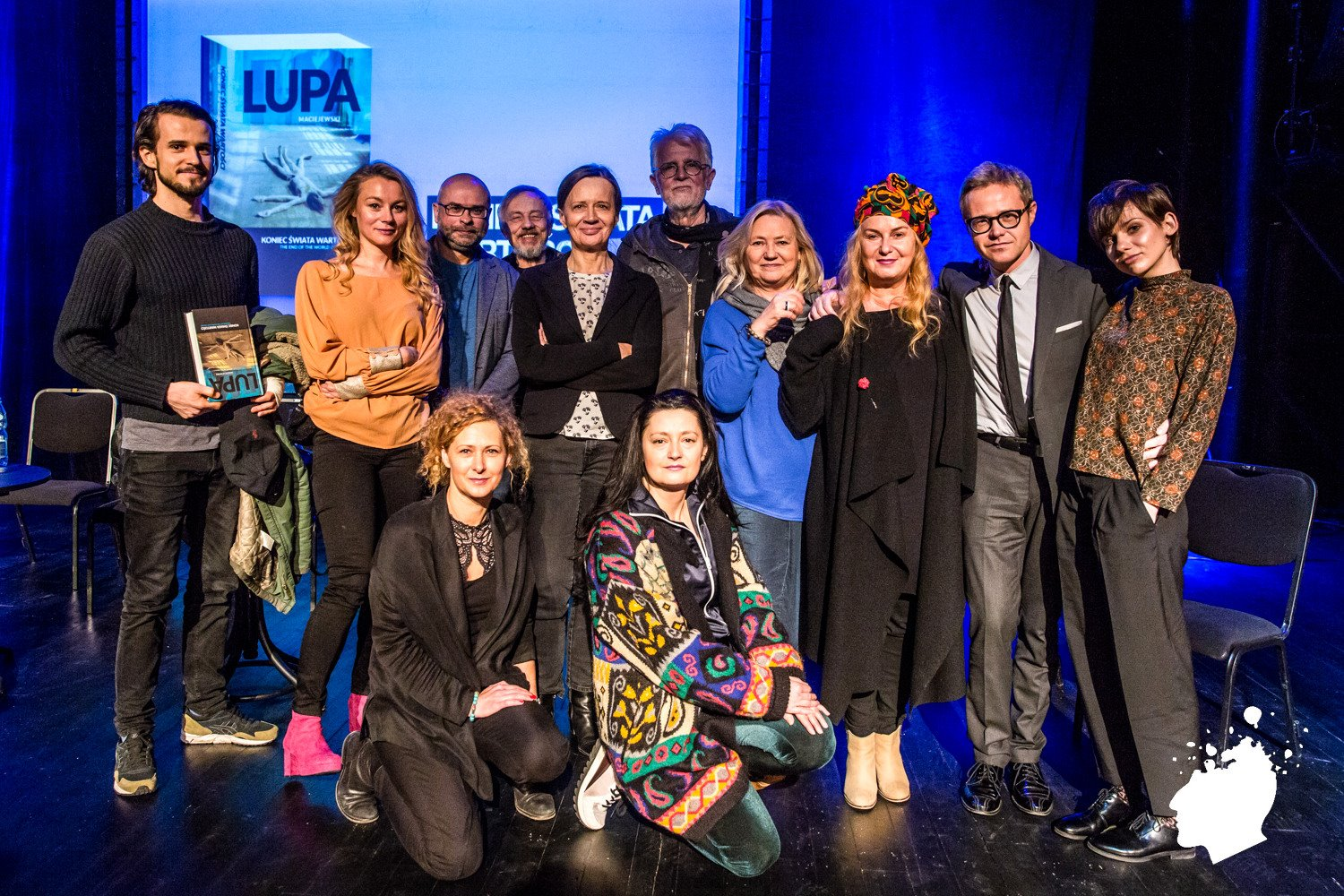
Spotkanie z twórcami spektaklu „Proces”, XXIV Międzynarodowy Festiwal Sztuk Przyjemnych i Nieprzyjemnych. Fot. Katarzyna Chmura.

7. Ogólnopolski Festiwal Sztuk Przyjemnych
styczeń – marzec 2001
- „Kwartet” Ronalda Harwooda, reż. Zbigniew Zapasiewicz, Teatr Współczesny, Warszawa,
- „Sztuka” Yasminy Rezy, reż. Paweł Miśkiewicz, Teatr Polski, Wrocław
- „Wesołe kumoszki z Windsoru” William Shakespeare, reż. Piotr Cieplak, Teatr Powszechny, Warszawa
- „Czego nie widać” Michaela Frayna, reż. Eugeniusz Korin, Teatr Powszechny, Łódź,
- „Skąpiec” Moliera, reż. Krzysztof Zaleski, Teatr Ateneum, Warszawa,
- „Cena” Artura Millera, reż. Eugeniusz Korin, Teatr Nowy, Poznań,
- „Szkoła żon” Moliera, reż. Jan Englert, Teatr Narodowy, Warszawa

8. Ogólnopolski Festiwal Sztuk Przyjemnych
styczeń – luty 2002
- „Nad Złotym Stawem” Ernesta Thompsona, reż. Zbigniew Zapasiewicz, Teatr Powszechny w Warszawie,
- „Ferdydurke” Witolda Gombrowicza, reż. Waldemar Śmigasiewicz, Teatr Powszechny w Łodzi,
- „Kolacja dla głupca” Francisa Vebera, reż. Wojciech Adamczyk, Teatr Ateneum w Warszawie,
- „Moralność pani Dulskiej” Gabrieli Zapolskiej, reż. Anna Augustynowicz, Teatr Współczesny w Szczecinie,
- „Operetka” Witolda Gombrowicza, reż. Jacek Bunsch, Teatr Zagłębia w Sosnowcu,
- „Odwrót” Williama Nicholsona, reż. Maciej Englert, Teatr Współczesny w Warszawie
- Festiwal zakończył, jako Gość Specjalny, Teatr Narodowy w Warszawie prezentując spektakl „Dożywocie” Aleksandra Fredry w reż. Jana Englerta.

9. Ogólnopolski Festiwal Sztuk Przyjemnych i Nieprzyjemnych
styczeń – luty 2003
- „Testosteron” Andrzeja Saramonowicza, reż. Agnieszka Glińska, Teatr Montownia, Warszawa
- „Pół żartem, pół sercem” Kena Ludwiga, reż. Marcin Sławiński, Teatr Powszechny, Łódź
- „Kto się boi Virginii Wolf?” Edwarda Albee’ego, reż. Władysław Pasikowski, Teatr Powszechny,  Warszawa
- „Bambini di Praga” Bogumila Hrabala, reż. Agnieszka Glińska, Teatr Współczesny, Warszawa
- „Matka Joanna od Aniołów” Jarosława Iwaszkiewicza, reż. Marek Fiedor, Teatr im. Kochanowskiego, Opole
- „Samotny zachód” Martina McDonagha, reż. Eugeniusz Korin, Teatr Nowy, Poznań
- „Niespodziewany koniec lata”, reż. Waldemar Śmigasiewicz, Teatr Miejski, Gdynia
- Gość Specjalny: „Muzyka ze słowami”, reż. Piotr Cieplak, muzyka Wojciech Waglewski, Teatr Studio, Warszawa

10 Ogólnopolski Festiwal Sztuk Przyjemnych i Nieprzyjemnych
styczeń – luty – marzec 2004
- „Uroczystość” reż. Grzegorz Jarzyna, Teatr Rozmaitości, Warszawa
- „Rodzeństwo” reż. Krystian Lupa, Stary Teatr, Kraków
- „Kalkwerk” reż. Krystian Lupa, Stary Teatr, Kraków
- „Zwycięstwo” reż. Helena Kaut-Howson, Teatr Współczesny, Wrocław
- „Wampir” reż. Marcin Sławiński, Teatr Nowy, Zabrze
- „Szpital Polonia” reż. Paweł Kamza, Teatr im. Modrzejewskiej, Legnica
- „Piękna Lucynda” reż. Eugeniusz Korin, Teatr Powszechny, Łódź
- „Namiętna Kobieta” reż. Maciej Englert, Teatr Współczesny, Warszawa
- „Opowieść o zwyczajnym szaleństwie” reż. Petr Zelenka, Dejvickie Divadlo, Praga
- „Czego nie widać” reż. Juliusz Machulski, Teatr Powszechny, Warszawa

11. Ogólnopolski Festiwal Sztuk Przyjemnych i Nieprzyjemnych (2005 r.)
- „Narty ojca świętego”, reż. Piotr Cieplak, Teatr Narodowy, Warszawa
- „Niewinna”, reż. Paweł Miśkiewicz, Stary Teatr, Kraków
- „Król Edyp”, reż. Gustaw Holoubek, Teatr Ateneum, Warszawa
- „Wyzwolenie”, reż. Anna Augustynowicz, Teatr Współczesny, Szczecin
- „Samobójca”, reż. Marek Fiedor, Teatr Dramatyczny, Warszawa
- „Testosteron”, reż. Norbert Rakowski, Teatr Powszechny, Łódź
- „Dialogi o zwierzętach”, reż. Krzysztof Rekowski, Teatr Jeleniogórski, Jelenia Góra
- „Skrzyneczka bez pudła”, reż. Andrzej Sadowski, Teatr im. Adama Mickiewicza, Częstochowa
- „Zapasiewicz gra Becketta”, reż. Antoni Libera, Teatr Powszechny, Warszawa

Zwycięzcy Plebiscytu Publiczności:
Tytuł Najlepszej Aktorki – otrzymała Gabriela Muskała za rolę Marii w „Samobójcy” w reż. Marka Fiedora z Teatru Dramatycznego w Warszawie.
Tytuł Najlepszego Aktora – otrzymał Janusz Gajos za rolę księdza Kubalę w „Nartach Ojca Świętego” w reż. Piotra Cieplaka z Teatru Narodowego w Warszawie.
Tytuł Najlepszego Spektaklu – otrzymał „Niewina" w reż. Pawła Miśkieiwcza z Narodowego Starego Teatru w Krakowie.
12. Ogólnopolski Festiwal Sztuk Przyjemnych i Nieprzyjemnych (2006 r.).
- „Ucho, gardło, nóż”, reż. Krystyna Janda, Teatr Polonia, Warszawa
- „Stefcia Ćwiek w szponach życia”, reż. Krystyna Janda, Teatr Polonia, Warszawa
- „Opowieści o zwyczajnym szaleństwie”, reż. Waldemar Śmigasiewicz, Teatr Powszechny, Łódź
- „Faust”, reż. Janusz Wiśniewski, Teatr Nowy, Poznań
- „Made in Poland”, reż. Przemysław Wojcieszek, Teatr im. H. Modrzejewskiej, Legnica
- „Słomkowy kapelusz”, reż. Piotr Cieplak, Teatr Powszechny, Warszawa
- „Nieprawdopodobne spotkanie”, reż. A. Mollot, Téâtre de la Jacquerie, Paryż, Francja
- „Niedokończony utwór na aktora”, reż. Krystian Lupa, Teatr Dramatyczny, Warszawa
- „5 x Janda” – wystawa fotografii
- „Krystyna Janda – pisarka” – spotkanie z autorem
- Przegląd filmów z udziałem Krystyny Jandy

Zwycięzcy Plebiscytu Publiczności:
Tytuł Najlepszej Aktorki – otrzymała Krystyna Janda za rolę Tonki Babić w „Ucho gardło nóż” w reż. Krystyny Jandy z Teatru Polonia w Warszawie.
Tytuł Najlepszego Aktora – otrzymał Eryk Lubos za rolę Bogusia w „Made in Poland”  w reż. Przemysława Wojcieszka z Teatr im. H. Modrzejewskiej w Legnicy.
Tytuł Najlepszego Spektaklu – otrzymał „Słomkowy kapelusz” w reż. Piotra Cieplaka z Teatru Powszechnego w Warszawie.

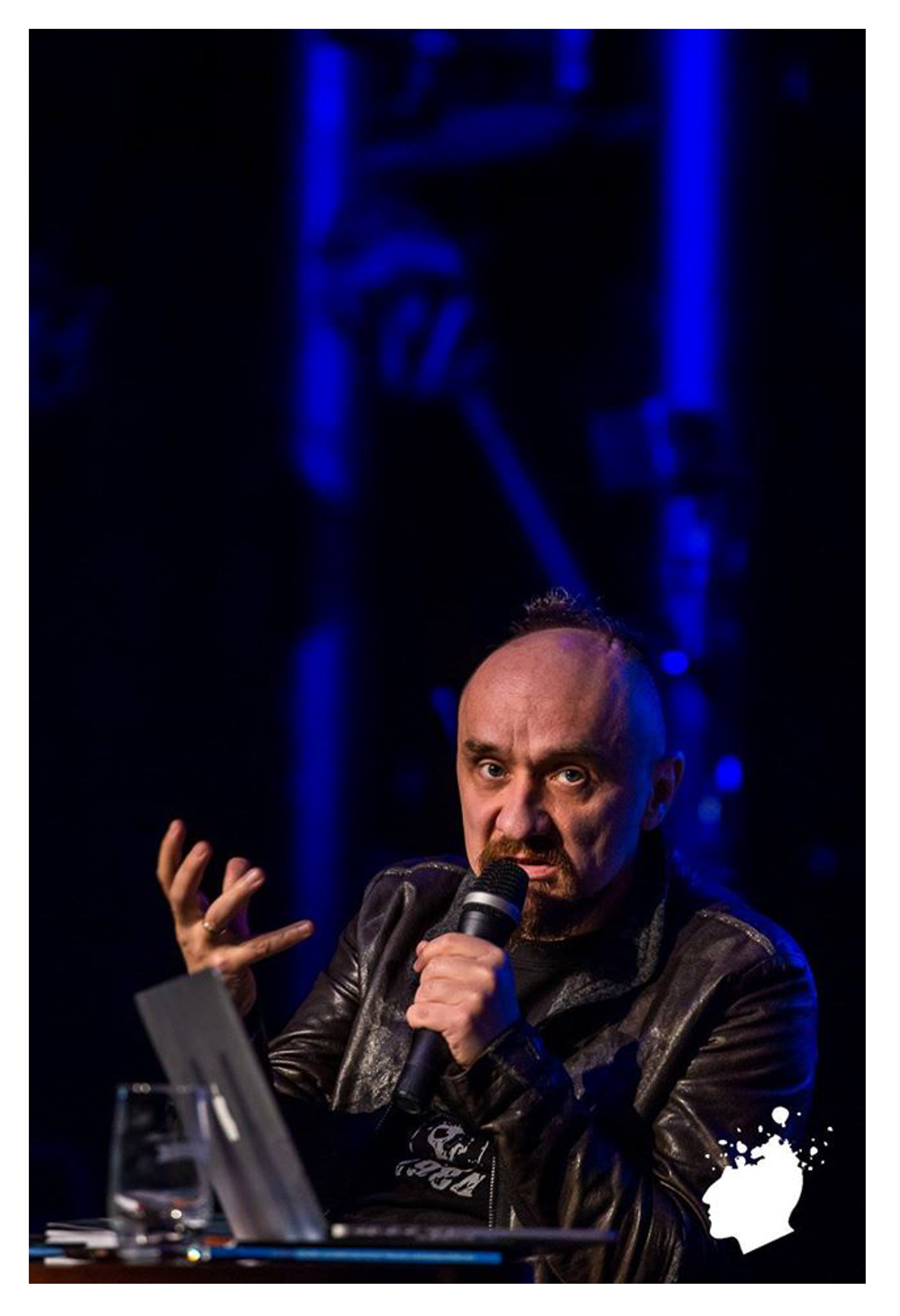
Jan Klata podczas panelu dyskusyjnego „Cenzura”. XXIV Międzynarodowy Festiwal Sztuk Przyjemnych i Nieprzyjemnych. Fot. Katarzyna Chmura.

13. Ogólnopolski Festiwal Sztuk Przyjemnych i Nieprzyjemnych (2007 r.)
- „Czekając na Godota”, reż. Antoni Libera, Teatr Narodowy, Warszawa
- „Mojo Mickybo”, reż. Wiktor Rubin, Teatr Krypta Zamek Książąt Polskich, Szczecin
- „Under Milk Wood”, reż. T. Boncza, monodram Guya Mastersona, Wielka Brytania
- „Napis”, reż. Waldemar Śmigasiewicz, Teatr Powszechny, Łódź
- „Ball”, reż. Marek Fiedor, Teatr im. Jana Kochanowskiego, Opole
- „Szczęśliwe dni”, reż. Piotr Cieplak, Teatr Polonia, Warszawa
- „Transfer!”, reż. Jan Klata, Teatr Współczesny, Wrocław
- „Miarka za miarkę”, reż. Anna Augustynowicz, Teatr Powszechny, Warszawa
- „Wojna na trzecim piętrze”, reż. P. Aigner, Teatr Montownia, Warszawa
- Wystawa rysunków Zbigniewa Herberta

Zwycięzcy Plebiscytu Publiczności:
Tytuł Najlepszej Aktorki – otrzymała Krystyna Janda za rolę Winnie w „Szczęśliwych dniach” w reż. Piotra Cieplaka z Teatru Polonia w Warszawie i Dominika Ostałowska za rolę Izabella w „Miarce za miarkę” w reż. Anny Augustynowicz z Teatru Powszechnego w Warszawie.
Tytuł Najlepszego Aktora – otrzymał Wojciech Malajkat za rolę Vladimira w „Czekając na Godota” w reż. Antoniego Libery z Teatru Narodowego w Warszawie.
Tytuł Najlepszego Spektaklu – otrzymał „Transfer!” w reż. Jana Klaty z Teatru Współczesnego we Wrocławiu i „Miarka za miarkę” w reż. Anny Augustynowicz z Teatru Powszechnego w Warszawie.
Kapituła Loży Przyjaciół Teatru Powszechnego wyróżniła spektakl „Mojo Mickybo” Owena McCafferty’ego w reż. Wiktora Rubina z Teatru Krypta Zamek Książąt Pomorskich w Szczecinie.
14.  Międzynarodowy Festiwal Sztuk Przyjemnych i Nieprzyjemnych (2008 r.)
- „Miłość na Krymie”, reż. Jerzy Jarocki, Teatr Narodowy, Warszawa
- „Na szczytach panuje cisza”, reż. Krystian Lupa, Teatr Dramatyczny, Warszawa
- „Błękitny ślusarz”, reż. M. Ugarow, R. Malikow, Teatr doc., Moskwa
- „Wojna Mołdawian o tekturowe pudełko”, reż. R. Malikow, T. Kopyłowa, S. Piestrikow, Teatr doc., Moskwa
- „Wątpliwość”, reż. Piotr Cieplak, Teatr Polonia, Warszawa
- „Teremin”, reż. Petr Zelenka, Dejvickié Divadlo, Praga
- “Daily Soup”, reż. Małgorzata Bogajewska, Teatr Narodowy, Warszawa
- „Zabijanie Gomułki”, reż. Jacek Głomb, Teatr Lubuski, Zielona Góra
- „Imieniny”, reż. Marcin Sławiński, Teatr Powszechny, Łódź
- „Elling”, reż. M. Siegoczyński, Teatr Praga, Warszawa
- „Boska!”, reż. Andrzej Domalik, Teatr Polonia, Warszawa
- Spotkanie z prof. Jerzym Jarockim oraz Tomaszem Kulikowskim, autorem książki „Reżyser. 50 lat twórczości Jerzego Jarockiego”
- Odsłonięcie wystawy Przemysława Klonowskiego poświęconej Danucie Szaflarskiej
- Dzień z Gościem Honorowym Festiwalu, Danutą Szaflarską
- Projekcja filmów: „Skarb” reż. Leonard Buczkowski, „Listy miłosne” reż. Sławomir Kryński, „Żółty szalik” reż. Janusz Morgenstern, „Pora umierać” reż. Dorota Kędzierzawska
- Spotkanie z Danutą Szaflarską
- Odsłonięcie gwiazdy Danuty Szaflarskiej w Alei Sław na ulicy Piotrkowskiej w Łodzi

Zwycięzcy Plebiscytu Publiczności:
Tytuł Najlepszej Aktorki – otrzymała Maja Komorowska za rolę Anny Meister w spektaklu „Na szczytach panuje cisza” w reż. Krystiana Lupy z Teatru Dramatycznego w Warszawie.
Tytuł Najlepszego Aktora – otrzymał Ivan Trojani za rolę Lva Sergejeviča Teremina w spektaklu „Teremin” w reż. Petra Zelenki z Dejvickiego Divadla z Pragi.
Tytuł Najlepszego Spektaku – otrzymała sztuka „Miłość na Krymie” w reż. Jerzego Jarockiego z Teatru Narodowego w Warszawie oraz ex aequo „Elling” w reż. Michała Siegoczyńskiego z Teatru Praga w Warszawie.
Kapituła Loży Przyjaciół Teatru Powszechnego wyróżniła spektakl „Imieniny” w reż. Marcina Sławińskiego z Teatru Powszechnego w Łodzi.
15. Międzynarodowy Festiwal Sztuk Przyjemnych i Nieprzyjemnych (2009 r.)
- „Sprawa Dantona”, reż. Jan Klata, Teatr Polski, Wrocław
- „Anioły w Ameryce”, reż. Krzysztof Warlikowski, TR Warszawa, Warszawa
- „Plotka”, reż. Norbert Rakowski, Teatr Powszechny, Łódź
- „Plaża”, reż. Rudolf Zioło, Teatr im. Bogusławskiego, Kalisz
- „Marat-Sade”, reż. Piotr Tomaszuk, Teatr Wierszalin, Supraśl
- „Utwór sentymentalny na czterech aktorów”, reż. Piotr Cieplak, Teatr Montownia, Warszawa
- „Rozmowy poufne”, reż. I. Kempa, Teatr im. Słowackiego, Kraków
- „Kosmos”, reż. Jerzy Jarocki, Teatr Narodowy, Warszawa
- „Spowiedź w Tanacu”, reż. A. Şerban, Teatr Odeon, Bukareszt, Rumunia
- „Wizyta starszej pani”, reż. Michał Zadara, Teatr Współczesny, Szczecin
- „Twarze Festiwalu” – wystawa fotografii dokumentująca piętnastolecie Festiwalu Sztuk Przyjemnych i Nieprzyjemnych w Teatrze Powszechnym w Łodzi
- „Twórczość teatralna Edwarda Kłosińskiego”
- „Estetyka współczesnego teatru” – panel dyskusyjny z udziałem teoretyków i krytyków teatralnych: prof. dr hab. Anny Kuligowskiej-Korzeniewskiej, Joanny Derkaczew, prof. dr hab. Jana Ciechowicza i Jacka Sieradzkiego, prowadzony przez dr Dominikę Łarionow.
- „Przegląd filmów Edwarda Kłosińskiego” – projekcje zorganizowane przez prof. Marię Kornatowską
- Odsłonięcie gwiazdy Edwarda Kłosińskiego w łódzkiej Alei Gwiazd na ulicy Piotrkowskiej
- Spotkanie poświęcone twórczości filmowej Edwarda Kłosińskiego – panel dyskusyjny prowadzony przez prof. Marię Kornatowską
- Spotkanie z Andrei Şerbanem reżyserem spektaklu „Spowiedź w Tanacu”
- Spotkanie poświęcone współczesnemu teatrowi rumuńskiemu połączone z promocją książki „Sześć minut rumuńskiego teatru. Antologia współczesnych sztuk”.

Zwycięzcy Plebiscytu Publiczności:
Tytuł Najlepszej Aktorki – otrzymała Ramona Dumitrean i Andrea Tokai za rolę Iriny w spektaklu „Spowiedź w Tanacu” w reż. Andrei Şerbana Teatru Odeon w Bukareszcie i Akademii Wędrownej Andrei Şerbana.
Tytuł Najlepszego Aktora – otrzymał Wiesław Cichy za rolę Dantona w spektaklu „Sprawa Dantona” w reż. Jana Klaty z Teatru Polskiego z Wrocławia.
Tytuł Najlepszego Spektaklu – przyznano „Aniołom w Ameryce” w reż. Krzysztofa Warlikowskiego TR Warszawa.
Kapituła Loży Teatru Powszechnego postanowiła przyznać swoją nagrodę spektaklowi „Sprawa Dantona” w reż. Jana Klaty Teatru Polskiego we Wrocławiu.
16. Międzynarodowy Festiwal Sztuk Przyjemnych i Nieprzyjemnych (2010 r.)
- „Wymazywanie cz. 1”, reż. Krystian Lupa, Teatr Dramatyczny, Warszawa
- „Wymazywanie cz. 2”, reż. Krystian Lupa, Teatr Dramatyczny, Warszawa
- „Trylogia”, reż. Jan Klata, Teatr Stary, Kraków
- „Roszada”, reż. Maciej Wojtyszko, P. Aigner, Teatr Powszechny, Łódź
- „U Pani Miłosierdzia”, reż. S. Omerzu, Teatr Mladinsko, Ljubljana, Słowenia
- „2084”, reż. M. Siegoczyński, Teatr Powszechny w Radomiu i Teatr Na Woli w Warszawie
- „Wassa Żeleznowa”, reż. Waldemar Raźniak, Teatr Polonia, Warszawa
- „Fedra”, reż. Maja Kleczewska, Teatr Narodowy, Warszawa
- „Trzecia Generacja”, reż. Y. Ronen, koprodukcja Teatru Habima z Tel Avivu, Izrael i berlińskiego Schaubühne, Niemcy
- „(A)pollonia”, reż. Krzysztof Warlikowski, Nowy Teatr, Warszawa
- „Malarstwo. Bez ram” – wystawa
- „Piotr C. Kowalski. Bez farby” – wystawa
- „Typokonstrukcja” – wystawa
- „Mistrzowie Plakatu” – wystawa
- „Poziomo Instalacje” – wystawa
- „Michał Jacaszek” – koncert
- „Contemporary Noise Sextet” – koncert
- „Fotografia Teatralna: Bartłomiej Sowa” – wystawa

17. Międzynarodowy Festiwal Sztuk Przyjemnych i Nieprzyjemnych (2011 r.)
- „Nasza klasa”, Tadeusz Słobodzianek, reż. O. Spišák, Teatr Na Woli, Warszawa
- „Bóg mordu”, Yasmina Reza, reż. K. Kalwat, Teatr Powszechny, Łódź
- „Migrena”, A. Grzegorzewska, reż. Anna Augustynowicz, Teatr Współczesny, Szczecin
- „Białe małżeństwo”, Tadeusz Różewicz, reż. Krystyna Meissner, Teatr Współczesny, Wrocław
- „Zmierzch Bogów”, L. Visconti, E. Medioli, N. Badalucco, reż. G. Wiśniewski, Teatr Wybrzeże, Gdańsk
- „Opowieści lasku wiedeńskiego”, Ö. von Horváth, reż. Gábor Zsámbéki, Teatr im. Józefa Katony, Budapeszt
- „Utwór o matce i ojczyźnie”, B. Keff, reż. Jan Klata, Teatr Polski, Wrocław
- „Niech żyje wojna!!!”, reż. Monika Strzępka, Teatr Dramatyczny, Wałbrzych
- „Babel”, E. Jelinek, reż. Maja Kleczewska, Teatr Polski, Bydgoszcz
- „Król umiera, czyli ceremonie”, reż. Piotr Cieplak, Teatr Stary, Kraków
- Motion Trio – koncert
- „Młody plakat teatralny” – wystawa
- „Ulica Legionów” – wystawa
- Projekcja filmu „Poeta emeritus”, reż. Andrzej Sapija
- „Białe małżeństwo” na świecie – wystawa

Zwycięzcy Plebiscytu Publiczności:
Tytuł Najlepszej Aktorki – otrzymała Anna Polony za rolę Królowej Małgorzaty w spektaklu „Król umiera, czyli ceremonie” w reż. Piotra Cieplaka z Narodowego Starego Teatru w Krakowie.
Tytuł Najlepszego Aktora – otrzymał Jerzy Trela w roli Króla również w spektaklu „Król umiera, czyli ceremonie” w reż. Piotra Cieplaka z Narodowego Starego Teatru w Krakowie.
Tytuł Najlepszego Spektaklu – otrzymały ex aequo „Utwór o matce i ojczyźnie” w reż. Jana Klaty z Teatru Polskiego we Wrocławiu i „Nasza klasa” w reż. Ondreja Spiszaka z Teatru Na Woli w Warszawie.
18. Międzynarodowy Festiwal Sztuk Przyjemnych i Nieprzyjemnych (2012 r.)
- „Pan Tadeusz czyli Ostatni Zajazd na Litwie”, reż. Mikołaj Grabowski, Narodowy Stary Teatr im. H. Modrzejewskiej, Kraków
- „Marsz Polonia”, reż. Jacek Głomb, Teatr Powszechny, Łódź
- „III Furie”, reż. Marcin Liber, Teatr Modrzejewskiej, Legnica
- „Tęczowa Trybuna 2012”, reż. Monika Strzępka, Teatr Polski, Wrocław
- „Iluzje”, reż. Iwan Wyrypajew, Teatr Praktika, Moskwa
- „Patrzę ci w oczy, ty społeczny kontekście zaślepienia!” reż. R. Pollesch, Volksbühne, Berlin
- „Jackson Pollesch”, reż. R. Pollesch, TR Warszawa, Warszawa
- „Estetyka współczesnego teatru” – panel dyskusyjny poprowadzili: prof. Małgorzata Sugiera i dr Mateusz Borowski. W panelu wzięli udział: Patrice Pavis, Nikolaj Kolada, Krzysztof Mieszkowski, Hans-Thiesem Lehmannem.
- „Przyszłość teatru” – panel dyskusyjny poprowadził Paweł Sztarbowski
- „Halina Mikołajska” – wystawa zrealizowana przez kuratorów: Magdalenę Kuleszę, Agnieszkę Paszkowską, Krzysztofa Kelma
- „Metafizyka i rzeczywistość: zachód/wschód, lokalny/globalny, prymitywizm/nowoczesność, mistycyzm/materializm”– wystawa plakatu zrealizowana przez Macieja Mraczka
- „Exodus” reż. Otto Primenger – projekcje filmowe pod opieką dr Tomasza Majewskiego
- „Podróż” reż. Emanuel Finkiel – projekcje filmowe pod opieką dr Tomasza Majewskiego

Zwycięzcy Plebiscytu Publiczności:
Tytuł Najlepszej Aktorki – otrzymała Joanna Gonschorek za rolę Danuty Mutter/Stefanii Mutter w spektaklu „III Furie” w reż. Marcina Libera z Teatru Modrzejewskiej w Legnicy.
Tytuł Najlepszego Aktora – otrzymał Fabian Hinrichs za rolę w spektaklu „Patrzę Ci w oczy, społeczny kontekście zaślepienia!” w reż. Rene Pollescha z Volsbuehne w Berlinie.
Tytuł Najlepszego Spektaklu – otrzymały „Iluzje” w reż. Iwana Wyrypajewa z Teatru Praktika w Moskwie.
19. Międzynarodowy Festiwal Sztuk Przyjemnych i Nieprzyjemnych (2013 r.)
- „Danuta W.”, reż. Janusz Zaorski, Teatr Polonia, Warszawa
- „Kupieckie kontrakty”, reż. Paweł Miśkiewicz, Teatr Dramatyczny, Warszawa
- „Artyści prowincjonalni”, reż. Weronika Szczawińska, Teatr Powszechny, Łódź
- „Nancy. Wywiad”, reż. Claude Bardouil, Teatr Nowy, Warszawa
- „Courtney Love”, reż. Monika Strzępka, Teatr Polski, Wrocław
- „Podróże Guliwera”, reż. S. Purcărete, Narodowy Teatr z Sibiu, Rumunia
- „#Dziady”, reż. Michał Kmiecik, Teatr Szaniawskiego, Wałbrzych
- „Hopla Żyjemy!”, reż. Krystyna Meissner, Teatr Współczesny, Wrocław
- „Podróż zimowa”, reż. Maja Kleczewska, Teatr Powszechny, Łódź
- „Ślady… Hanuszkiewicz, Hübner, Grzegorzewski” – wystawy
- „Autorytety, idole, ikony” – panel dyskusyjny poprowadziła Katarzyna Janowska z TVP Kultura przy udziale zaproszonych gości:  Adama Bonieckiego, Jacka Głomba, Krystyny Jandy, Jacka Poniedziałka, Michała Kmiecika i Iwony Śledzińskiej-Katarasińskiej.
- „Stanisława Celińska, Royal String Quartet i Bartek wąsik”– koncert „Nowa Warszawa”

Zwycięzcy Plebiscytu Publiczności:
Tytuł Najlepszej Aktorki – otrzymała Magdalena Popławska za rolę w spektaklu „Nancy. Wywiad” w reż. Claude Bardouil z Nowego Teatru w Warszawie.
Tytuł Najlepszego Aktora – otrzymał Claude Bardouil za rolę w spektaklu „Nancy. Wywiad” w reż. Claude Bardouil z Nowego Teatru w Warszawie.
Tytuł Najlepszego Spektaklu – otrzymała „Podróż zimowa” w reż. Mai Kleczewskiej z Teatru Polskiego w Bydgoszczy i Teatru Powszechnego w Łodzi.
20. Międzynarodowy Festiwal Sztuk Przyjemnych i Nieprzyjemnych (2014 r.)
- „Nietoperz” reż. Kornél Mundruczó, TR Warszawa, Warszawa
- „Uwolnić karpia” reż. Krystyna Meissner, Teatr Powszechny, Łódź
- „Bitwa Warszawska 1920” reż. Monika Strzępka, Narodowy Teatr Stary, Kraków
- „Poczekalnia. O” reż. Krystian Lupa, Teatr Polski, Wrocław
- „Buda dla psa. Widok z góry. Widok z dołu” reż. Vladislav Troitskyi, Teatr DAKH, Kijów
- „Mars: Odyseja” reż. Paweł Miśkiewicz, Teatr Powszechny, Łódź
- „Caryca Katarzyna” reż. Wiktor Rubin, Teatr im. Żeromskiego, Kielce
- „Konstelacje” reż. Adam Sajnuk, Teatr Polonia, Warszawa
- „Mistrz-uczeń. Świerzy-Pągowski” – wystawa zrealizowana przez kuratora Piotra Dąbrowskiego
- „Mistrz-uczeń. Lupa-Warlikowski” – wystawa została zrealizowana w koprodukcji z Instytutem Teatralnym im. Zbigniewa Raszewskiego w Warszawie
- „Mistrzowie” – panel dyskusyjny poprowadził Jacek Żakowski. W panelu udział wzięli: Krystian Lupa, Paweł Sztarbowski.
- „Wojownicy i świadkowie” – panel dyskusyjny poprowadziła Agnieszka Lubomira Piotrowska. W panelu udział wzięli: Vladislav Troitskyi, Natalia Worożbyt.

Zwycięzcy Plebiscytu Publiczności:
Tytuł Najlepszej Aktorki – otrzymały Marta Ścisłowicz za rolę w spektaklu „Caryca Katarzyna” w reż. Wiktora Rubina z Teatru im. Żeromskiego w Kielcach.
Tytuł Najlepszego Aktora – otrzymał Grzegorz Małecki za rolę w spektaklu „Konstelacje” w reż. Adama Sajnuka z Teatru Polonia w Warszawie.
Tytuł Najlepszego Spektaklu – otrzymał spektakl „Bitwa Warszawska 1920” w reż. Moniki Strzępki z Narodowego Teatru Starego w Krakowie.
21. Międzynarodowy Festiwal Sztuk Przyjemnych i Nieprzyjemnych (2015 r.)
- „Wycinka/Holzfällen”, reż. Krystian Lupa, Teatr Polski, Wrocław
- „Dziady”, reż. Radosła Rychcik, Teatr Nowy, Poznań
- „Szkoła żon”, reż. Janusz Wiśniewski, Teatr Powszechny, Łódź
- „Śmieszna ciemność”, reż. Dusan David Parizk, Burgtheater, Wiedeń
- „Droga śliską od traw. Jak to diabeł wsią się przeszedł”, reż. Paweł Wolak i Katarzyna Dworak, Teatr im. Modrzejewskiej, Legnica
- „Chopin bez fortepianu”, reż. Michał Zadara, Centrala, Warszawa
- „Dowód na istnienie drugiego”, reż. Maciej Wojtyszko, Teatr Narodowy, Warszawa
- „Machia”, reż. Juliusz Machulski, Teatr Stary, Lublin
- „Broniewski”, reż. Adam Orzechowski, Teatr Wybrzeże, Gdańsk
- „Wyczerpani”, reż. Claude Bardouil, Nowy Teatr, Warszawa
- „Kondycja artysty” – panel dyskusyjny poprowadziła Anna Herbut. W dyskusji wzięli udział Krystian Lupa, Anda Rottenberg, Jan Hartman, Olgierd Łukaszewicz i Krzysztof Mieszkowski.
- „Konrad Swinarski. Kondycja artysty, którego nie ma” – wystawa foyer Teatru Powszechnego w Łodzi zrealizowana wspólnie z Instytutem Teatralnym im. Zbigniewa Raszewskiego w Warszawie.
- „Tadeusz Kantor. Zderzenia” – sesja. W sesji uczestniczyli: Andrzej Turowski, Karolina Prykowska-Michalak, Jarosław Suchan, Jaromir Jedliński, Dominika Łarionow oraz Jacek Wakar.
- „Tu urodził się film” – wystawa Galeria Opus zrealizowana wspólnie z Instytutem Teatralnym im. Zbigniewa Raszewskiego w Warszawie.

Zwycięzcy Plebiscytu Publiczności:
Tytuł Najlepszej Aktorki – otrzymały Catrin Striebeck, Stefanie Reinsperger, Dorothee Hartinger, Frida-Lovis Hamannza rolę w spektaklu „Śmieszna ciemność” w reż. Dušana Davida Pařizka z Burgtheater w Wiedniu.
Tytuł Najlepszego Aktora – otrzymał Robert Ninkieiwcz za rolę w spektaklu „Broniewski” w reż. Adama Orzechowskiego z Teatru Wybrzeże w Gdańsku.
Tytuł Najlepszego Spektaklu – otrzymał spektakl „Broniewski” w reż. Adama Orzechowskiego z Teatru Wybrzeże w Gdańsku.
22. Międzynarodowy Festiwal Sztuk Przyjemnych i Nieprzyjemnych (2016 r.)
- „Francuzi”, reż. Krzysztof Warlikowski, Nowy Teatr, Warszawa
- „Krum”, reż. Krzysztof Warlikowski, Nowy Teatr, Warszawa – projekcja spektaklu
- „Apokalipsa”, reż. Michał Borczuch, Nowy Teatr, Warszawa
- „Kordian”, reż. Jan Englert, Teatr Narodowy, Warszawa
- „Lilla Weneda”, reż. Michał Zadara, Centrala i Teatr Powszechny, Warszawa
- „Miarka za miarkę”, reż. Paweł Szkotak, Teatr Powszechny, Łódź
- „Car Samozwaniec”, reż. Jacek Głomb, Teatr im. Modrzejewskie, Legnica
- „Alceste”, reż. Krzysztof Warlikowski, Teatro Real w Madrycie – projekcja spektaklu
- „Wróg ludu”, reż. Jan Klata, Narodowy Stary Teatr, Kraków
- „Tango Łódź”, reż. Adam Orzechowski, Teatr Powszechny, Łódź
- „Warlikowski. Przestrzenie humanizmu” – wystawa zrealizowana przez kuratora Piotra Klonowskiego.
- „Teatr, który szuka imienia” – dyskusje poprowadził Piotr Gruszczyński. W dyskusji wzięli udział: Renate Klett, Georgesa Banu, Łukasz Drewniak, Christian Longchamp.
- Muzyka Pawła Mykietyna – koncert
- „Ciało artysty” – dyskusje poprowadziła prof. Małgorzata Leyko. W dyskusji udział wzięli: Dorota Kolak, dr Dorota Sajewska, prof. dr hab. Ryszard W. Kluszczyński.
- „Artysta i jego ograniczenia” – dyskusje poprowadził Jacek Żakowski. W dyskusji udział wzięli Maciej Englert, Anna Materska, Przemysław Czapliński.

Zwycięzcy Plebiscytu Publiczności:
Tytuł Najlepszej Aktorki – otrzymała Barbara Wysocka za rolę Lilli Wenedy w spektaklu „Lilla Weneda” w reż. Michała Zadary, koprodukcji Centrali i Teatru Powszechnego w Warszawie.
Tytuł Najlepszego Aktora – otrzymał Juliusz Chrząstowski za rolę doktora Tomasa Stockmannaw spektaklu „Wróg ludu” w reż. Jana Klaty z Narodowego Starego Teatru im. Heleny Modrzejewskiej w Krakowie.
Tytuł Najlepszego Spektaklu – otrzymał spektakl „Tango Łódź” w reż. Adama Orzechowskiego z Teatru Powszechnego w Łodzi.
23. Międzynarodowy Festiwal Sztuk Przyjemnych i Nieprzyjemnych (2017 r.)
- „Triumf woli”, reż. Monika Strzępka, Narodowy Stary Teatr im. Heleny Modrzejewskiej, Kraków
- „Wszystko o mojej matce”, reż. Michał Borczuch, Teatr Łaźnia Nowa, Kraków
- „Żony stanu, dziwki rewolucji, a może i uczone białogłowy”, reż. Wiktor Rubina, Teatr Polski, Bydgoszcz
- „Eiswind/Hideg Szelek”, reż. Árpád Schilling,Teatr Narodowy, Wiedeń
- „Sceny myśliwskie z Dolnej Bawarii”, reż. Grażyna Kania, Teatr Polski, Poznań
- „Matki i synowie”, reż. Krystyna Janda, Teatr Polonia, Warszawa
- „Punkt Zero. Łaskawe”, reż. Janusz Opryński, Teatr Provisorium, Lublin
- „Garderobiany”, reż. Adam Sajnuk, Teatr Narodowy, Warszawa
- „Arcydzieło na śmietniku”, reż. Justyna Celeda, Teatr Powszechny, Łódź
- „Dryl”, reż. Marta Streker, Teatr Powszechny, Łódź
- „Awangarda jako stan umysłu” – wernisaż wystawy zrealizowany w koprodukcji z Instytutem Teatralnym im. Zbigniewa Raszewskiego w Warszawie. Kuratorzy: Magda Kulesza i Krzysztof Kelm.
- „Teatr na żywo czy z DVD” – dyskusje poprowadził Łukasz Maciejewski. W dyskusji udział wzięli: Anna Augustynowicz, Małgorzata Bogajewska, Ryszard W. Kluszczyński, Adam Woronowicz.
- „Awangarda, tatr i cała reszta” – seminarium poprowadził prof. dr hab. Ryszard W. Kluszczyński. W seminarium udział wzięli: Annie Abrahams, Izabella Pluta, Ewa Wójtowicz, Grzegorz Laszuk.
- Rogucki Koncert – Koncert Piotra Roguckiego

Zwycięzcy Plebiscytu Publiczności:
Tytuł Najlepszej Aktorki – otrzymała Milena Lisiecka za rolę Maude Gutman w spektaklu „Arcydzieło na śmietniku” w reż. Justyny Celedy z Teatru Powszechnego w Łodzi.
Tytuł Najlepszego Aktora – otrzymał Łukasz Lewandowski za rolę Maxa Aue w spektaklu „Punkt Zero. Łaskawe” w reż. Janusza Opryńskiego z Teatru Provisorium w Lublinie.
Tytuł Najlepszego Spektaklu – otrzymał spektakl „Triumf woli” w reż. Moniki Strzępki z Narodowego Starego Teatru im. Heleny Modrzejewskiej w Krakowie.
24. Międzynarodowy Festiwal Sztuk Przyjemnych i Nieprzyjemnych (2018 r.)
- „Wesele”, reż. Jan Klata, Narodowy Stary Teatr im. Heleny Modrzejewskiej, Kraków
- „Psie serce”, reż. Maciej Englert, Teatr Współczesny, Warszawa
- „K.”, reż. Monika Strzępka, Teatr Polski,  Poznań
- „Proces”, reż. Krystian Lupa, Nowy Teatr, Warszawa
- „Hannah Arendt: Ucieczka”, reż. Grzegorz Laszuk, Koprodukcja Teatru Powszechnego w Łodzi i Komuny Warszawa
- „Mefisto”, reż. Agnieszka Błońska, Teatr Powszechny, Warszawa
- „Zapiski z wygnania”, reż. Magda Umer, Teatr Polonia, Warszawa
- „Sekretne życie Friedmanów”, reż. Marcin Wierzchowski, Teatr Ludowy, Kraków
- „lovebook”, reż. Michał Siegoczyński, Teatr Powszechny, Łódź
- „Wujaszek Wania”, reż. Iwan Wyrypajew, Teatr Polski, Warszawa
- „Henrietta Lacks”, reż. Anna Smolar, Nowy Teatr w Warszawie, Centrum Nauki Kopernik
- „Piekło – Niebo”, reż. Jakub Krofta, Wrocławski Teatr Lalek
- „Niebezpiecznie jest schodzić ze sceny”– wystawa zrealizowana przez kuratora: Ewę Bloom-Kwiatkowską.
- „Koniec świata wartości” – spotkanie z twórcami spektaklu „Proces” oraz współautorami książki „Koniec świata wartości” – Krystianem Lupą i Łukaszem Maciejewskim. Spotkanie poprowadził Łukasz Drewniak.
- „Cenzura” – panel poprowadziła Katarzyna Janowska. W panelu udział wzięli Krystyna Janda, Jan Klata, Marcin Górski, Błażej Torański, Maciej Englert, Janusz Lewandowicz.
- „Niebezpiecznie jest schodzić ze sceny” – panel dyskusyjny poprowadził Łukasz Maciejewski. W panelu udział wzięli: Agata Duda-Gracz, Jowita Budnik, Magdalena Łazarkiewicz, Adam Orzechowski, Grzegorz Wiśniewski.

Zwycięzcy Plebiscytu Publiczności:
Tytuł Najlepszej Aktorki – otrzymała Krystyna Janda za rolę w spektaklu „Zapiski z wygnania” w reż. Magdy Umer z Teatru Polonia w Warszawie
Tytuł Najlepszego Aktora – otrzymał Borys Szyc za rolę Szarika w spektaklu „Psie serce” w reż. Macieja Englerta z Teatru Współczesnego w Warszawie.
Tytuł Najlepszego Spektaklu – otrzymał spektakl „Wesela” w reż. Jana Klaty z Narodowego Starego Teatru im. Heleny Modrzejewskiej w Krakowie.
25. Międzynarodowy Festiwal Sztuk Przyjemnych i Nieprzyjemnych (2019 r.)
- „Rok z życia codziennego w Europie Środkowo-Wschodniej”, reż. Monika Strzępka, Narodowy Stary Teatr im. Heleny Modrzejewskiej, Kraków
- „Alte Meister” („Dawni mistrzowie”), reż. Thom Luz, Deutsches Theater, Berlin
- „Instytut Goethego”, reż. Cezary Tomaszewski, Teatr Dramatyczny, Wałbrzych
- „Ferragosto”, reż. Adam Orzechowski, Teatr Powszechny, Łódź
- „Pod presją”, reż. Maja Kleczewska, Teatr Śląski, Katowice
- „Hymn do miłości”, reż. Marta Górnicka, Teatr Polski, Poznań
- „Trojanki”, reż. Jan Klata, Teatr Wybrzeże, Gdańsk
- „Wracaj”, reż. Anna Augustynowicz, Koprodukcja Teatru Powszechnego w Łodzi i Teatru Współczesnego w Szczecinie
- „Popiół i diament – zagadka nieśmiertelności”, reż. Marcin Liber, Teatr Modrzejewskiej, Legnica
- „Ułani”, reż. Piotr Cieplak, Teatr Narodowy, Warszawa
- „Teatr i jego widz”- wystawa zrealizowana przez kuratorów: Magdalenę Kuleszę i Krzysztofa Kelma.
- Czerwone świnie – koncert
- „Herling Grudziński” – panel dyskusyjny poprowadził Zdzisław Kudelski. W panelu udział wzięli: Józef Opalski, Arkadiusz Morawiec, Magdalena Śniedziewska, Radosław Paczocha.
- „Publiczność” – panel dyskusyjny poprowadziła Katarzyna Janowska.  W dyskusji wzięli udział: Dominika Łarionow, Paweł Łysak, Maciej Nowak, Maciej Englert i Ewa Skibińska.

Zwycięzcy Plebiscytu Publiczności:
Tytuł Najlepszej Aktorki – otrzymała Sandra Korzeniak za rolę w spektaklu „Pod presją” w reżyserii Mai Kleczewskiej z Teatru Śląskiego im. Stanisława Wyspiańskiego w Katowicach.
Tytuł Najlepszego Aktora – otrzymał Radosław Krzyżanowski za rolę w spektaklu „Rok z życia codziennego w Europie Środkowo-Wschodniej” w reż. Moniki Strzępki z Narodowego Starego Teatru im. Heleny Modrzejewskiej w Krakowie.
Tytuł Najlepszego Spektaklu – otrzymali ex aequo spektakl „Trojanki” w reż. Jana Klaty z Teatru Wybrzeże w Gdańsku oraz „Dawni mistrzowie” w reż. Thoma Luza z Deutsches Theater w Berlinie.  
26. Międzynarodowy Festiwal Sztuk Przyjemnych i Nieprzyjemnych (2020 r.)
- „Wstyd”, reż. Wojciech Malajkat, Teatr Współczesny, Warszawa
- „Historia przemocy”, reż. Ewelina Marciniak, Teatr im. Fredry, Gniezno
- „Capri – wyspa uciekinierów”, scenariusz i reżyseria: Krystian Lupa, Teatr Powszechny, Warszawa
- „Najmrodzki, czyli dawno temu w Gliwicach”, scenariusz i reżyseria: Michał Siegoczyński, Teatr Miejski, Gliwice
- „M-2”, reż. Daria Kopiec, Nowy Teatr im. Witkacego, Słupsk
- „Róża jerychońska”, reż. Waldemar Zawodziński, Teatr Jaracza, Łódź
- „Jednorożec” – Premiera, reż. Adam Orzechowski, Teatr Powszechny, Łódź
- „Magnolia”, reż. Krzysztof Skonieczny, Wrocławski Teatr Współczesny
- „Panny z Wilka”, reż. Agnieszka Glińska, Narodowy Stary Teatr, Kraków
- „Hamlet”, reż. Bartosz Szydłowski, Teatr Słowackiego, Kraków
- „Cząstki kobiety”, reż. Kornél Mundruczó, TR Warszawa, Warszawa
- „Dark Fantasy” – wystawa zrealizowana przez kuratorkę Ewę Bloom-Kwiatkowską.
- „Jak widzę mój teatr” – panel dyskusyjny poprowadziła Katarzyna Janowska. W panelu udział wzięli: prof. Anna Kuligowska-Korzeniewska, Krystian Lupa, Maciej Englert, Paweł Sztarbowski, Michał Opaliński, Magdalena Szpecht, Piotr Gruszczyńśki, Bartosz Szydłowski, Agnieszka Glińska.
- Tryp – koncert

27. Międzynarodowy Festiwal Sztuk Przyjemnych i Nieprzyjemnych (2021 r.) 
- „Aleja zasłużonych”, reż.Krystyna Janda, Teatr Polonia, Warszawa
- „Artysta w kryzysie”- Panel dyskusyjny, moderatorki: prof. Małgorzata Leyko (UŁ), prof. Małgorzata Budzowska (UŁ)
- „Klątwa rodziny Kennedych”,reż. Wiktor Rubin, Teatr im. Stefana Żeromskiego, Kielce
- „Pacjent 0”, tekst i reżyseria: Wojtek Ziemilski, Teatr Dramatyczny im. Jerzego Szaniawskiego, Wałbrzych
- „3Siostry", reż. Luk Perceval, koprodukcja TR Warszawa i Narodowego Starego Teatru im. Heleny Modrzejewskiej w Krakowie
- „Bieguni”, reż. Michał Zadara, koprodukcja Teatru Powszechnego im. Zygmunta Hübnera w Warszawie i Teatru Łaźnia Nowa w Krakowie
- „Odyseja. Historia dla Hollywoodu, reż. Krzysztof Warlikowski, Nowy Teatr, Warszawa
- „Jądro ciemności”, reż. Paweł Łysak, Teatr Powszechny im. Zygmunta Hübnera, Warszawa
- „Chciałem być”, tekst i reżyseria: Michał Siegoczyński, Teatr Powszechny, Łódź
- „Chciałem być" – wystawa fotosów spektaklu „Chciałem być” autorstwa Macieja Zakrzewskiego
- „Galeria plakatu Międzynarodowego Festiwalu Sztuk Przyjemnych i Nieprzyjemnych” - wystawa
- Wystawa poświęcona Barbarze Połomskiej i Michałowi Szewczykowi
- „Eroica” - projekcja filmu, reżyseria: Andrzej Munk

Zwycięzcy Plebiscytu Publiczności:
- Tytuł Najlepszej Aktorki – otrzymała Oksana Czerkaszyna za role w spektaklach: „3Siostry” w reż. Luka Percevala (koprodukcja TR Warszawa oraz Narodowego Starego Teatru im. Heleny Modrzejewskiej w Krakowie) oraz „Jądro ciemności” w reż.  Pawła Łysaka (Teatr Powszechny im. Zygmunta Hübnera w Warszawie)
- Tytuł Najlepszego Aktora – otrzymał Mariusz Ostrowski za rolę w spektaklu „Chciałem być” w reż. Michała Siegoczyńskiego Teatru Powszechnego w Łodzi
- Tytuł Najlepszego Spektaklu – otrzymał spektakl „3Siostry” w reż. Luka Percevala – koprodukcja TR Warszawa oraz Narodowego Starego Teatru im. Heleny Modrzejewskiej w Krakowie

28. Międzynarodowy Festiwal Sztuk Przyjemnych i Nieprzyjemnych (2022 r.)
- „Dziady”, reż. Maja Kleczewska, Teatr im. Juliusza Słowackiego, Kraków
- „1.8 M”, reż. Iwan Wyrypajew, Nowy Teatr, Warszawa
- „Climate keys” – koncert, wykład o ekologii i dyskusja
- „Odlot”, reż. Anna Augustynowicz, Teatr Współczesny, Szczecin
- „Śnieg”, reż. Bartosz Szydłowski, Koprodukcja Teatru Łaźnia Nowa w Krakowie, Międzynarodowego Festiwalu Teatralnego Boska Komedia, Gdańskiego Teatru Szekspirowskiego, Teatru Studio oraz Teatru Śląskiego im. Stanisława Wyspiańskiego
- „Ciemna woda”, reż. Iwo Vedral, Nowy Teatr im. Witkacego, Słupsk
- „Imagine”, scenariusz i reżyseria: Krystian Lupa, koprodukcja Teatru Powszechnego w Łodzi i Teatru Powszechnego w Warszawie
- „Krystian Lupa. Artysta. Wizjoner.”- konferencja poświęcona twórczości Krystiana Lupy, moderator: Jacek Cieślak.
- „Austerlitz”, reż. Krystian Lupa – projekcja zapisu spektaklu z Państwowego Młodzieżowego Teatru w Wilnie
- „Dziennik Szaleńca” (《狂人日記》),reż. Krystian Lupa – projekcja zapisu spektaklu zrealizowanego w Chinach przez Propel Performing Arts & Media Co., Ltd.
- „Wujaszek Wania”, reż. Małgorzata Bogajewska, Teatr Ludowy, Kraków
- „Maria”, reż.  Adam Orzechowski, Teatr Powszechny, Łódź
- "Krystian Lupa. Wizje. Wglądy" – wystawa poświęcona Twórczości Krystiana Lupy, koncepcja i realizacja - Magda Kulesza, Krzysztof Kelm

Zwycięzcy Plebiscytu Publiczności:
- Tytuł Najlepszej Aktorki – otrzymała Dominika Bednarczyk za rolę w spektaklu "Dziady” w reż. Mai Kleczewskiej (Teatr im. Juliusza Słowackiego w Krakowie)
- Tytuł Najlepszego Aktora – otrzymał Jan Peszek za rolę w spektaklu "Dziady” w reż. Mai Kleczewskiej (Teatr im. Juliusza Słowackiego w Krakowie)
- Tytuł Najlepszego Spektaklu – otrzymał spektakl "Odlot" w reż. Anny Augustynowicz (Teatr Współczesny w Szczecinie)

29. Międzynarodowy Festiwal Sztuk Przyjemnych i Nieprzyjemnych (2023 r.)
- Wystawa rysunków Krystiana Lupy
- „My way”,scenariusz i reżyseria: Krystyna Janda, Teatr Polonia, Warszawa
- „Krystyna Janda. Klasa Mistrzowska” – konferencja teatrologiczna poświęcona Krystynie Jandzie
- „Przyjemnie i nie…” – wystawa plakatów Międzynarodowego Festiwalu Sztuk Przyjemnych i Nieprzyjemnych
- „Sztuka intonacji”, reż. Anna Wieczur, Teatr Dramatyczny, Warszawa
- „1989”, reż. Katarzyna Szyngiera, Teatr im. Juliusza Słowackiego w Krakowie, Gdański Teatr Szekspirowski
- „Spartakus. Miłość w czasach zarazy”, reż. Jakub Skrzywanek, Teatr Współczesny, Szczecin
- „Sen srebrny Salomei”, reż.  Piotr Cieplak, Teatr im. Heleny Modrzejewskiej, Legnica
- „Czego nie widać”, reż. Jan Klata, Teatr Wybrzeże, Gdańsk
- „Ulisses”, reż.  Maja Kleczewska, Teatr Polski, Poznań
- „Rodzeńśtwo”, reż. Krystian Lupa, Narodowy Stary Teatr im. Heleny Modrzejewskiej, Kraków
- Premiera książki „Krystian Lupa. Artysta. Wizjoner” – spotkanie z Krystianem Lupą

Zwycięzcy Plebiscytu Publiczności:
- Tytuł Najlepszej Aktorki – otrzymała Alona Szostak za rolę w spektaklu "Ulisses” w reż. Mai Kleczewskiej (Teatr Polski w Poznaniu)
- Tytuł Najlepszego Aktora – otrzymał Łukasz Lewandowski za rolę w spektaklu "Sztuka intonacji” w reż. Anny Wieczur (Teatr Dramatyczny w Warszawie)
- Tytuł Najlepszego Spektaklu – otrzymał spektakl "1989" w reż. Katarzyny Szyngiery (koprodukcji Teatru im. Juliusza Słowackiego w Krakowie i Gdańskiego Teatru Szekspirowskiego)

30. Międzynarodowy Festiwal Sztuk Przyjemnych i Nieprzyjemnych (2024r.)
- „30 lat Międzynarodowego Festiwalu Sztuk Przyjemnych i Nieprzyjemnych” – wystawa retrospektywna, kurator: Krzysztof Kelm
- „Matki, pieśń na czas wojny”, koncepcja i reżyseria: Marta Górnicka, Fundacja Chór Kobiet w koprodukcji z Maxim Gorki Theater w Berlinie, Festival d’Avignon; Maillon, Théâtre de Strasbourg – Scène européenne; Teatrem Powszechnym w Warszawie; SPRING Performing Arts Festival (Utrecht); Tangente St. Pölten – Festival Für Gegenwartskultur (Austria)
- „Mała piętnastka – legendy pomorskie”, reż. Tomasz Man, Nowy Teatr im. Witkacego, Słupsk
- „Szczęśliwe dni”, reż.  Antoni Libera, Teatr Dramatyczny im. Gustawa Holoubka, Warszawa
- „Jak nie zabiłem swojego ojca i jak bardzo tego żałuję”, adaptacja i reżyseria: Mateusz Pakuła, koprodukcja: Teatr Łaźnia Nowa w Krakowie i Teatr im. Stefana Żeromskiego w Kielcach
- „Ostatnie dni Eleny i Nicolae Ceausescu”, reż. Wojciech Faruga, Teatr Polski, Bydgoszcz
- „Pewnego długiego dnia”, reż. Luk Perceval, Narodowy Stary Teatr im. Heleny Modrzejewskiej, Kraków
- „Melodramat”, reż. Anna Smolar, Teatr Powszechny im. Zygmunta Hübnera, Warszawa
- „Elizabeth Costello, 7 wykładów i 5 bajek z morałem”, reż. Krzysztof Warlikowski, Nowy Teatr, Warszawa
- „Państwo (Der Staat)”, reż. Jan Klata, Koprodukcja Teatru im. Juliusza Słowackiego w Krakowie z Nationaltheater Mannheim
- „Fredro, rok jubileuszowy, reż. Jan Englert, Teatr Narodowy, Warszawa

Zwycięzcy Plebiscytu Publiczności:
- Tytuł Najlepszej Aktorki – otrzymała Małgorzata Zawadzka za rolę w spektaklu "Pewnego długiego dnia” według scenariusza i w reżyserii Luka Percevala (Narodowy Stary Teatr im. Heleny Modrzejewskiej w Krakowie)
- Tytuł Najlepszego Aktora – otrzymał Roman Gancarczyk za rolę w spektaklu "Pewnego długiego dnia” według scenariusza i w reżyserii Luka Percevala (Narodowy Stary Teatr im. Heleny Modrzejewskiej w Krakowie)
- Tytuł Najlepszego Spektaklu – otrzymały ex aequo spektakle: „Matki. Pieśń na czas Wojny” według koncepcji, libretta oraz w reżyserii Marty Górnickiej (koprodukcja Fundacji Chór Kobiet, Maxim Gorki Theater w Berlinie, Teatru Powszechnego w Warszawie; Festival d’Avignon; Maillon, Théâtre de Strasbourg – Scène européenne; SPRING Performing Arts Festival, Tangente St. Pölten – Festival Für Gegenwartskultur) oraz "Jak nie zabiłem swojego ojca i jak bardzo tego żałuję" w adaptacji i reżyserii Mateusza Pakuły (Koprodukcja Teatru Łaźnia Nowa w Krakowie i Teatru im. Stefana Żeromskiego w Kielcach)

## Media o festiwalu
„Owacjami na stojąco rozpoczął się w weekend XXVI Międzynarodowy Festiwal Sztuk Przyjemnych i Nieprzyjemnych. Ewa Pilawska, dyrektor artystyczna, odebrała srebrny medal Gloria Artis. Festiwal otworzył warszawski Teatr Współczesny, „Wstydem” Marka Modzelewskiego w reżyserii Wojciecha Malajkata. Komedią, ale z dreszczykiem – i jakże aktualną. Modzelewski wykorzystał potencjał wesela jako miejsca inscenizacji „polskości”, opowiadając o współczesnej walce „klas”. Na zapleczu weselnego zajazdu, z łupiącą za przepierzeniem przaśną orkiestrą, ścierają się w obliczu kryzysu dwie pary. [...] Bogata klasa średnia pijąca merlota wyśmiewa się z gardzących „mamrotem” prowincjuszy, ale żeby odczynić klątwę, jest jednak gotowa wezwać różdżkarza. Iza Kuna, Jacek Braciak, Agnieszka Suchora i Mariusz Jakus dali popis znakomitego aktorstwa” Izabella Adamczewska, „Gazeta Wyborcza”.
„Zakończone właśnie łódzkie spotkania teatralne, czyli 25. Międzynarodowy Festiwal Sztuk Przyjemnych i Nieprzyjemnych zasługują na szczególne wyróżnienie co najmniej z kilku powodów. Po pierwsze ze względu na przemyślany i trafiony w punkt repertuar. Ewa Pilawska zapraszając spektakle Jana Klaty, Mai Kleczewskiej czy Moniki Strzępki pokazała to, co w teatrze polskim minionego sezonu istotne.” Jan Bończa Szabłowski, „Rzeczpospolita”.
„Festiwal Sztuk Przyjemnych i Nieprzyjemnych – w Łodzi nadal trwa wielka uczta dla teatromanów. Przed nami kolejne wydarzenia, a wśród nich inspirowany filmem Andrzeja Wajdy spektakl „Popiół i diament – zagadka nieśmiertelności”, rewelacyjni „Ułani” Piotra Cieplaka z warszawskiego Teatru Narodowego i prapremiera „Wracaj” Anny Augustynowicz.” portal Onet.
„[...] Warto więc polecić najnowszą inscenizację, niepokazywanych nigdy dotąd w Polsce „Dawnych mistrzów”, które stały się wielkim wydarzeniem trwającego w Łodzi Międzynarodowego Festiwalu Sztuk Przyjemnych i Nieprzyjemnych. I mogłyby być świetnym ukoronowaniem przypadającego dziś Międzynarodowego Dnia Teatru. [...] Za takimi spektaklami jak zaproszeni przez dyrektor Ewę Pilawską berlińscy „Dawni mistrzowie” zrobionymi z lekkością, błyskotliwością, inteligencją, dystansem i poczuciem humoru możemy w polskim teatrze tylko zatęsknić.” Jan Bończa-Szabłowski, „Rzeczpospolita”.
„Festiwal Sztuk Przyjemnych stworzyła i prowadzi Ewa Pilawska, na co dzień dyrektorka Teatru Powszechnego w Łodzi. Impreza to swoista panorama najciekawszych zjawisk w polskim teatrze. A XXV jubileuszowa edycja imponuje rozmachem.” pismo „Wprost”.
„Nie da się ukryć faktu, że Łódź jest miastem wielu festiwali. Nie brakuje wśród nich rozmaitych imprez teatralnych. Jest jednak jeden, który wyróżnia się szczególnie, i to nie tylko w środowisku lokalnym.” Tomasz Glomb, „Opcje”.
„Przegląd rozpocznie się 26 lutego, ale patrząc na jego harmonogram, chciałoby się, żeby wystartował jak najszybciej. Imponuje już zestaw reżyserski: Piotr Cieplak, Jerzy Jarocki, Jan Klata, Krystian Lupa, Piotr Tomaszuk, Krzysztof Warlikowski. Abstrahując od oczywistej rangi nazwisk, imponuje wartość wybranych z ich dorobku spektakli. Zobaczymy m.in. „Anioły w Ameryce”, „Sprawę Dantona”, „Wymazywanie” – przedstawienia, na które „się jeździ”, bo głośno o nich w całej Polsce. Także za sprawą obsady. Zaproszone do Łodzi spektakle współtworzy aktorska śmietanka, m.in. Stanisława Celińska, Andrzej Chyra, Magdalena Cielecka, Adam Ferency, Jolanta Fraszyńska, Oskar Hamerski, Jadwiga Jankowska-Cieślak, Maja Komorowska, Małgorzata Kożuchowska, Maja Ostaszewska, Jacek Poniedziałek, Anna Seniuk, Piotr Skiba, Danuta Stenka, Maciej Stuhr, Zbigniew Zapasiewicz." Monika Wasilewska, „Gazeta Wyborcza”.
„Na Festiwalu Sztuk Przyjemnych i Nieprzyjemnych (4 marca – 6 kwietnia), po raz siedemnasty organizowanym przez Teatr Powszechny, zestaw przedstawień jest do bólu ambitny. Scena walcząca o polską komedię – organizując ogólnopolski konkurs oraz repertuarowo – tą imprezą prezentuje inne oblicze. Nawet gdy przedstawienia prowokują do śmiechu, to nie po to, by bawić, ale przerażać tym, do czego nasze zwyrodniałe czasy doprowadziły nas, nasze reakcje i myślenie. Trudno nie przyznać, że wszystkie propozycje mają swój ciężar gatunkowy, sławę i są warte uwagi.” Renata Sas, „Express Ilustrowany”.
„Szturmem na kasę Powszechnego teatromani potwierdzili, że sympatia do najpopularniejszego festiwalu w Łodzi nie słabnie. Autorski przegląd spektakli z całej Polski rozpoczyna się 8 lutego. Na niektóre spektakle nie ma już miejsc.” Izabella Adamczewska, „Gazeta Wyborcza”.